# Das siebte Kreuz (1944)
Das siebte Kreuz (im Original The Seventh Cross) ist ein US-amerikanisches Filmdrama von Fred Zinnemann aus dem Jahre 1944. Das Drehbuch basiert auf dem Roman Das siebte Kreuz von Anna Seghers. Die deutsche Premiere fand im deutschen Fernsehen (ZDF) am 10. Januar 1972 in der Programmreihe „Der besondere Film“ statt.

## Handlung
1936 können sieben Gefangene aus einem Konzentrationslager (KZ Osthofen) in der Nähe des Rheins fliehen. Die Flüchtlinge sind der Lehrer Pelzer, der Landwirt Aldinger, der Zirkusartist Bellani, der Schriftsteller Füllgrabe, der jüdische Kaufmann Beutler und zwei politische Aktivisten, Heisler und Wallau. Für jeden entflohenen Gefangenen stellt der Lagerkommandant Fahrenberg ein Kreuz auf, an die er die entflohenen Gefangenen hängen will. Der Erste, der gefasst wird, ist Wallau. Wallau stirbt an dem für ihn vorgesehenen Kreuz, ohne etwas über die anderen Flüchtlinge zu verraten. 
Heisler flieht mit der verbliebenen Gruppe weiter. Als er sich Kleidung stiehlt, muss er vor der Polizei flüchten, die aber Pelzer schnappt. Heisler flüchtet in seine Heimatstadt Mainz, doch sein ehemaliger Aktivistenfreund Schenck ist ebenso verhaftet worden. Da seine Familie überwacht wird, kann er nicht zu ihr gehen. Ein anderer Freund, Franz Marnet, lässt sich vom Anführer der lokalen Untergrundgruppe zur Hilfe für Heisler bewegen. Er will ihm Geld und einen Pass besorgen, kann aber mit dem Flüchtling keinen Kontakt aufnehmen. Ein jüdischer Arzt, Doktor Löwenstein, behandelt Heislers Hand, die er sich bei seiner Flucht an einer mit Glasscherben besetzten Mauer verletzt hat.
Indessen sucht Heisler seine Jugendfreundin Leni auf, doch die ist verheiratet und verweigert ihm ihre Hilfe. Zurück auf der Straße, bemerkt Heisler den Artisten Bellani, der versucht, einer aufgebrachten Menge über die Dächer zu entkommen. Bellani wird angeschossen und stürzt sich selbst in die Tiefe. Heisler betritt einen Laden, der von Madame Marelli geleitet wird. Hier wollte sich Bellani Kleidung besorgen. 
Dabei bemerkt er, dass Overkamp Fotos von ihm in die Zeitungen gebracht hat. Füllgrabe will sich stellen, doch Heisler will nicht aufgeben. Er wendet sich an seinen unpolitischen Freund Paul Roeder, der mit Liesl verheiratet ist und Kinder hat. Paul sucht am nächsten Tag Bruno Sauer auf, der aber zuerst seine Hilfe verweigert. Doch seine Frau Hedy bringt Sauer dazu, Marnet und Löwenstein aufzusuchen. Nun weiß Marnet, wo sich Heisler aufhält. 
Liesl erzählt zu Hause, dass sie auf dem Markt von einem Fremden befragt worden ist. Paul nimmt den besorgten Heisler mit in ein Hinterzimmer eines Lokals. Paul will nun Marnet zu Heisler bringen, wird aber von der Gestapo verhaftet. Noch in der Nacht wird er wieder freigelassen, doch Marnet hat die Festnahme mitbekommen und will Heisler nun schnell aus NS-Deutschland herausbringen. Heisler bekommt den Pass und Instruktionen. Die Kellnerin Toni, in die er sich zwischenzeitlich verliebt hat, warnt ihn vor der Gestapo, deren Leute im Lokal sind. Toni versteckt Heisler in ihrem Zimmer, bis die Gestapo-Männer verschwinden. Bei dieser Gelegenheit gesteht sie ihm, dass auch sie ihn liebe. Toni weiß, dass sie ihn nie wiedersehen wird, und fragt ihn nach seinen Plänen. Heisler will in Holland seine Schuld an den Leuten, die ihm bei seiner Flucht geholfen haben, zurückzahlen. Er küsst Toni zum Abschied. Der ehemalige Zyniker ist von dem Mut und der Menschlichkeit seiner Landsleute beeindruckt.

## Hintergrund
Fred Zinnemann, später bekannt durch seinen Western-Klassiker 12 Uhr mittags, verfilmte das erste Filmdrehbuch von Helen Deutsch.
Viele vor den Nazis geflüchtete Deutsche spielten in Nebenrollen in dieser MGM-Produktion mit, so beispielsweise Helene Weigel, die Ehefrau von Bertolt Brecht, Felix Bressart und Alexander Granach, der ein Jahr später starb. Für Helene Weigel war es die einzige Filmrolle in den USA, sie übernahm die kleine und stumme Rolle einer Hausmeisterin. Der Kameramann Karl Freund (Oscar-Preisträger von 1938) war schon 1929 in die USA eingewandert.
Hume Cronyn und Jessica Tandy waren schon zwei Jahre verheiratet. Hier spielten sie zum ersten Mal zusammen in einem Film mit. In einer kleinen Nebenrolle sind Robert Blake als Junge und Charles McGraw als Mr. Allbright zu sehen.
Die Ausstattung des Filmes stammte von den mehrfachen Oscar-Gewinnern Cedric Gibbons und Edwin B. Willis. Als Regisseur der Second Unit fungierte Andrew Marton, der spätere Regisseur von Unter Wasser rund um die Welt und mehreren TV-Episoden von Daktari und Flipper. Für den Ton war Douglas Shearer zuständig.

## Kritiken
„Ein außergewöhnliches Dokument über die Nazizeit, das im Unterschied zu anderen antifaschistischen Propagandafilmen weitgehend unsentimental bleibt und sich in Milieuschilderung und Figurenzeichnung um Differenziertheit bemüht.“

„Erschütternder politischer Thriller.“

„Ein beeindruckender Film. Zinnemanns dritte amerikanische Produktion ist eine großartig gespielte, stimmige anti-faschistische Verfilmung des gleichnamigen Romans. Dabei steht die humanistische Botschaft im Vordergrund.“

## Auszeichnungen
Oscar-Verleihung 1945
- Nominierung in der Kategorie Bester Nebendarsteller für Hume Cronyn